# Степное (Кривой Рог)
Степное (укр. Степне) — посёлок, Криворожский городской совет, Днепропетровская область, Украина.
Код КОАТУУ — 1211090008. Население по переписи 2001 года составляло 603 человека.
Посёлок ликвидирован в 2009 году.

## Географическое положение
Посёлок Степное примыкает к историческому району Рахмановка. Рядом проходит железная дорога. Со всех сторон посёлок окружён отвалами окисленных руд.

## История
- 1949 — дата основания;
- 2009 — посёлок ликвидирован[2].

## Экология
- Рядом с посёлком находится отвал пустой породы ПАО «ЮГОК».